# Divize C 1997/1998
V soubojích 33. ročníku České divize C 1997/98 se utkalo 16 týmů dvoukolovým systémem podzim - jaro. Tento ročník začal v srpnu 1997 a skončil v červnu 1998.

## Nové týmy v sezoně 1997/98
Z ČFL 1996/97 sestoupilo do Divize C mužstvo FK Trutnov. Z krajských přeborů postoupila vítězná mužstva ročníku 1995/96: FK Říčany z Středočeského přeboru a FC Spartak Rychnov nad Kněžnou z Východočeského přeboru a také 2. tým z Středočeského přeboru SK Čelákovice. Z Divize A sem bylo přeřazeno mužstvo FC Dropa Střížkov, mužstvo FC Slavoj Kladno putovalo do Divize B.

## Kluby podle přeborů
- Východočeský (7): AFK Chrudim, FK Slovan Pardubice, SK Hradec Králové „B“, FK Agria Choceň, FC Olympia Hradec Králové, SK Holice, FC Spartak Rychnov nad Kněžnou.
- Severočeský (2): FC Slovan Liberec „B“, PFC Český Dub.
- Středočeský (4): FK Mogul Kolín, SK Čelákovice, FK Mladá Boleslav, FK Říčany.
- Pražský (3): FK Slavoj Vyšehrad, FSC Libuš, FC Dropa Střížkov.

## Výsledná tabulka
Zdroj: 
| Poř. | Tým                            | Z  | V  | R  | P  | VG | OG | B  |
| ---- | ------------------------------ | -- | -- | -- | -- | -- | -- | -- |
| 1.   | SK Hradec Králové „B“          | 30 | 16 | 7  | 7  | 41 | 27 | 55 |
| 2.   | PFC Český Dub                  | 30 | 16 | 6  | 8  | 51 | 31 | 54 |
| 3.   | AFK Chrudim                    | 30 | 14 | 4  | 12 | 51 | 47 | 46 |
| 4.   | FK Říčany                      | 30 | 14 | 4  | 12 | 41 | 40 | 46 |
| 5.   | SK Čelákovice                  | 30 | 11 | 11 | 8  | 42 | 39 | 44 |
| 6.   | FK Agria Choceň                | 30 | 13 | 5  | 12 | 41 | 39 | 44 |
| 7.   | FK Mogul Kolín                 | 30 | 13 | 8  | 12 | 50 | 48 | 44 |
| 8.   | FK Trutnov                     | 30 | 12 | 7  | 11 | 52 | 39 | 43 |
| 9.   | FC Dropa Střížkov              | 30 | 12 | 6  | 12 | 52 | 37 | 42 |
| 10.  | FC Spartak Rychnov nad Kněžnou | 30 | 12 | 6  | 12 | 41 | 46 | 42 |
| 11.  | FK Slovan Pardubice            | 30 | 12 | 6  | 12 | 42 | 53 | 42 |
| 12.  | SK Holice                      | 30 | 10 | 5  | 15 | 38 | 51 | 35 |
| 13.  | FC Slovan Liberec „B“          | 30 | 9  | 7  | 14 | 28 | 46 | 34 |
| 14.  | FC Olympia Hradec Králové      | 30 | 9  | 6  | 15 | 45 | 53 | 33 |
| 15.  | FSC Libuš                      | 30 | 8  | 9  | 13 | 48 | 56 | 33 |
| 16.  | FK Slavoj Vyšehrad             | 30 | 9  | 6  | 15 | 44 | 51 | 33 |

Mužstvo PFC Český Dub odmítlo postup.

Poznámky:
- Z = Odehrané zápasy; V = Vítězství; R = Remízy; P = Prohry; VG = Vstřelené góly; OG = Obdržené góly; B = Body
- O pořadí klubů se stejným počtem bodů rozhodly vzájemné zápasy.

|  | Postup do ČFL 1998/99                           |
|  | Sestup do příslušného krajského přeboru 1998/99 |